# Gare de Ballan
Gare de Ballan vasútállomás Franciaországban, Ballan-Miré településen.

## Vasútvonalak
Az állomást az alábbi vasútvonalak érintik:
- Les Sables-d'Olonne–Tours-vasútvonal

## Kapcsolódó állomások
A vasútállomáshoz az alábbi állomások vannak a legközelebb:
- Gare de Joué-lès-Tours (Gare de Tours)
- Gare de Druye (Gare de Chinon)